# Zaprawa wapienna

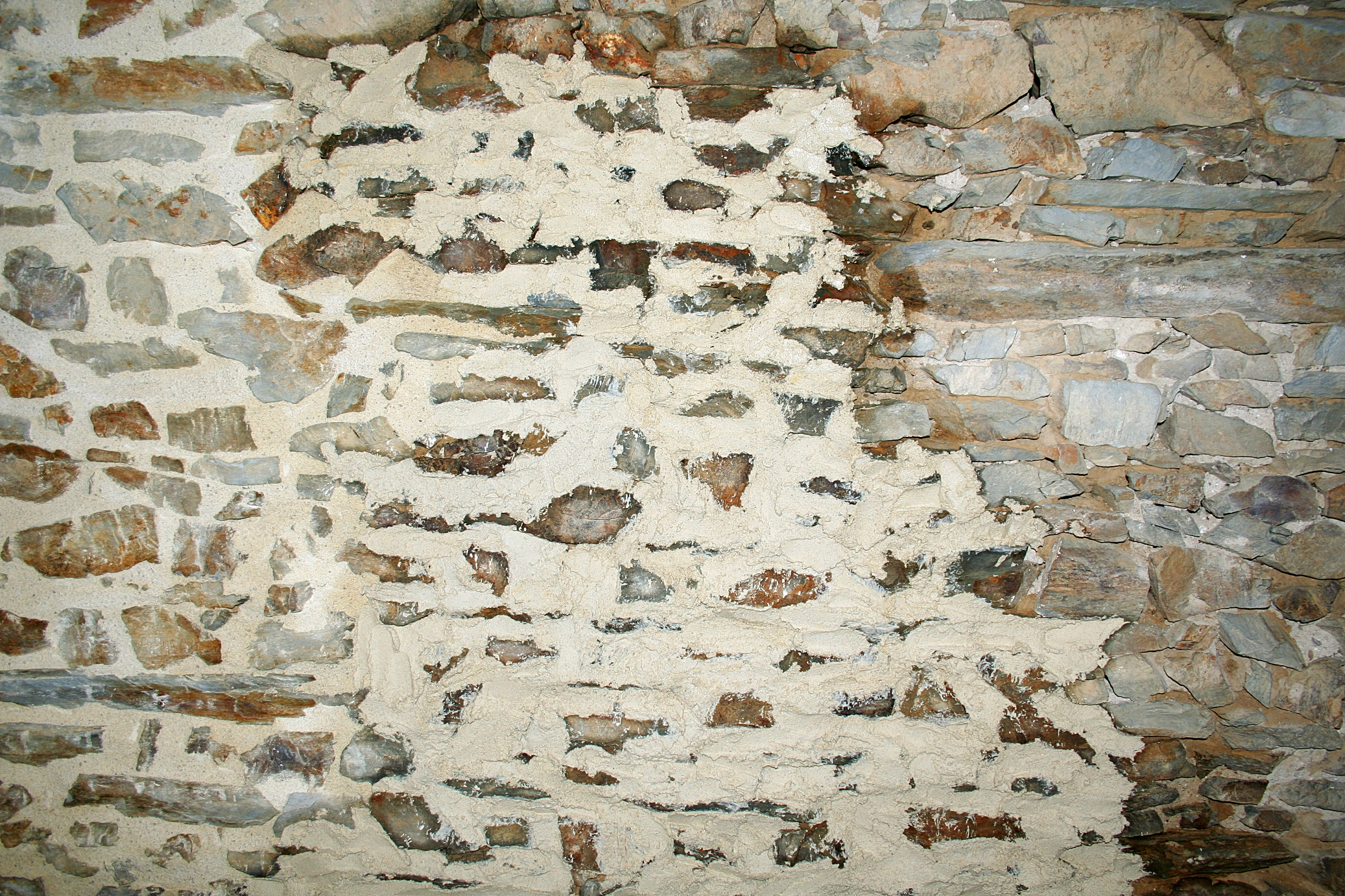
Mur z kamienia ze spoiwami z zaprawy wapiennej

Zaprawa wapienna – rodzaj zaprawy murarskiej. Mieszanina wapna z piaskiem i wodą, używana jako materiał wiążący cegły i kamienie oraz jako tynk.
Zaprawa wapienna składa się z piasku, wody i wapna gaszonego Ca(OH)2. Otrzymywana jest poprzez zmieszanie jednej części objętościowej wapna gaszonego z trzema lub czterema częściami piasku. Woda jest dodawana odpowiednio w takiej objętości, aby uzyskać ciastowatą konsystencję zaprawy. Zaprawa wapienna twardnieje powoli, tynki wapienne w ciągu kilku tygodni,  ściany o grubości 2 cegieł do 3 lat. Zaprawa wytrzymuje tylko do temperatury +500 °C i używana jest głównie do  tynków wewnętrznych i murów nadziemnych.
Obecnie praktycznie całkowicie wyparta została przez zaprawę cementowo-wapienną.